# Tim Klinger
Tim Klinger (Wuppertal, 22 settembre 1984) è un ex ciclista su strada tedesco.

## Palmarès

### Strada
- 2004 (Juniores, una vittoria)

1ª tappa Tour de Moselle

#### Altri successi
- 2006 (Team Wiesenhof Akud)

Classifica scalatori Istrian Spring Trophy

## Piazzamenti

### Grandi Giri
- Giro d'Italia

2007: ritirato (12ª tappa)
- Vuelta a España

2007: 100º

### Classiche monumento
- Liegi-Bastogne-Liegi

2007: ritirato
- Giro di Lombardia

2007: ritirato